# Phosphorosaurus
Phosphorosaurus ('fosforhagedis') is een geslacht van uitgestorven mariene hagedissen die behoren tot de Mosasauridae. Phosphorosaurus is geclassificeerd binnen de Halisaurinae naast de geslachten Pluridens, Eonatator en Halisaurus.
Stratigrafisch is Phosphorosaurus alleen bekend van het Maastrichtien van het Laat-Krijt. Hoewel het ooit werd beschouwd als een synoniem van Halisaurus, erkennen recente onderzoeken het als een geldig geslacht. Er zijn twee soorten bekend: Phosphorosaurus ortliebi uit de Craie de Ciplyformatie van België en Phosphorosaurus ponpetelegans uit de Hakobuchiformatie van Hokkaido in Japan. Phosphorosaurus ponpetelegans is alleen bekend van het allervroegste Maastrichtien, terwijl Phosphorosaurus ortliebi leefde gedurende het hele Maastrichtien.

## Naamgeving
De Belgische paleontoloog Louis Dollo benoemde het geslacht in 1889 met de beschrijving van Phosphorosaurus ortliebi uit het Laat-Maastrichtien van Ciply in de Belgische provincie Henegouwen. De geslachtsnaam, afgeleid van het Grieks phosphoros, verwijst naar de fosfaatlagen. De soortaanduiding eert de geoloog Jean Ortlieb, het hoofd van de onderzoeksafdeling van het bedrijf Solvay.
Later werden ook fossielen van deze mosasauriër gevonden in Japan en in de Mocuio-formatie in Angola. 
Het holotype, IRSNB R34, bestaat uit een gefragmenteerde en onvolledige schedel. Bewaard zijn gebleven een voorhoofdsbeen, een wandbeen, een prefrontale, een postorbitofrontale, een quadratum, een pterygoïde, delen van een dentarium en een spleniale. 
De soort werd in 1996 door Theagarten Lingham-Soliar hernoemd tot een Halisaurus ortliebi, maar dit werd niet overgenomen door latere onderzoekers vanwege verschillen in de schedel.
In 2015 werd door Takuya Konishi, Michael William Caldwell, Tomohiro Nishimura, Kazuhiko Sakurai en Kyo Tanoue een tweede soort benoemd: Phosphorosaurus ponpetelegans, gebaseerd op holotype HMG-1528, een fragmentarisch skelet met schedel in de zomer van 2009 door Nishimura gevonden. De soortaanduiding is afgeleid van de woorden ponpet, wat 'kreek' betekent in het Aino (taal van de inheemse volkeren van Hokkaido), en elegans, Latijn voor 'elegant', verwijzend naar de uitzonderlijke bewaring van het holotype-exemplaar van de soort en de heldere Pankerusano-sawa kreek waar het fossiel werd ontdekt.

## Kenmerken
Phosphorosaurus was klein vergeleken met de meeste andere mosasauriërs, maar vrij standaard qua grootte voor een halisaurine met een lengte van drie tot vier meter.
De schedel van P. ortliebi is naar schatting ongeveer 42 centimeter lang geweest. De schedel van P. ponpetelegans zou ongeveer vijftig centimeter lang zijn.
In 2015 werden onderscheidende kenmerken aangegeven van het geslacht Phosphorosaurus als zodanig. Het prefrontale bereikt alleen de bovenzijde van de schedel waar het voorhoofdsbeen voor de oogkas uitsteekt. Het gedeelte van het voorhoofdsbeen vóór de oogkas is smal, naar voren en beneden hellend. De randen van de tak van het voorhoofdsbeen vóór de oogkas lopen min of meer evenwijdig. Er is een insnoering tussen de oogkassen. Het voorhoofdsbeen heeft een buitenrand die een tredevormige verbinding vormt tussen het gedeelte vóór de oogkas en tussen de oogkassen. De punt van het driehoekige plateau op het bovenste achterste voorhoofdsbeen bereikt het niveau van de insnoering tussen de oogkassen. Het raakfacet op het voorhoofdsbeen met het postorbitofrontale heeft een vierkante omtrek. De tak van het wandbeen achter de oogkas is bovenop niet gescheiden van het schedeldak. De trog voor de stapes heeft evenwijdige zijkanten.
Phosphorosaurus ortliebi en Phosphorosaurus ponpetelgans kunnen van elkaar onderscheiden worden door verschillende fossiele kenmerken. Bij Phosphorosaurus ponpetelgans is de binnenste beenplaat van het prefrontale achter het neusgat kleiner dan bij Phosphorosaurus ortliebi. De ontwikkeling van de bult boven de oogkas op het prefrontale is minimaal in vergelijking met Phosphorosaurus ortliebi. De binnenste richel op de bovenkant van het voorhoofdsbeen wordt zwakker achter de oogkas. Het foramen pineale wordt van het voorhoofdsbeen gescheiden door een afstand gelijk aan de helft van zijn diameter en dringt het voorhoofdsbeen niet binnen. Het schedeldak is glad achter het foramen pineale. De beennaad tussen het voorhoofdsbeen en het wandbeen is zwak golvend.

## Fylogenie
Hieronder staat een cladogram naar aanleiding van een analyse door Takuya Konishi en collega's (2015) als deel van de beschrijving van Phosphorosaurus ponpetelegans, die de interne verwantschappen binnen de Halisaurinae laat zien. De analyse sloot de dubieuze soort Halisaurus onchognathus en het geslacht Pluridens uit.
|  | Eonatator sternbergii                                                                      |
|  |                                                                                            |
|  | \| \| Phosphorosaurus ortliebi \| \| \| \| \| \| Phosphorosaurus ponpetelegans \| \| \| \| |
|  |                                                                                            |
|  | Phosphorosaurus ortliebi                                                                   |
|  |                                                                                            |
|  | Phosphorosaurus ponpetelegans                                                              |
|  |                                                                                            |

|  | Phosphorosaurus ortliebi      |
|  |                               |
|  | Phosphorosaurus ponpetelegans |
|  |                               |

|  | Eonatator sternbergii                                                                      |
|  |                                                                                            |
|  | \| \| Phosphorosaurus ortliebi \| \| \| \| \| \| Phosphorosaurus ponpetelegans \| \| \| \| |
|  |                                                                                            |
|  | Phosphorosaurus ortliebi                                                                   |
|  |                                                                                            |
|  | Phosphorosaurus ponpetelegans                                                              |
|  |                                                                                            |

|  | Phosphorosaurus ortliebi      |
|  |                               |
|  | Phosphorosaurus ponpetelegans |
|  |                               |

|  | Eonatator sternbergii                                                                      |
|  |                                                                                            |
|  | \| \| Phosphorosaurus ortliebi \| \| \| \| \| \| Phosphorosaurus ponpetelegans \| \| \| \| |
|  |                                                                                            |
|  | Phosphorosaurus ortliebi                                                                   |
|  |                                                                                            |
|  | Phosphorosaurus ponpetelegans                                                              |
|  |                                                                                            |

|  | Phosphorosaurus ortliebi      |
|  |                               |
|  | Phosphorosaurus ponpetelegans |
|  |                               |

|  | Eonatator sternbergii                                                                      |
|  |                                                                                            |
|  | \| \| Phosphorosaurus ortliebi \| \| \| \| \| \| Phosphorosaurus ponpetelegans \| \| \| \| |
|  |                                                                                            |
|  | Phosphorosaurus ortliebi                                                                   |
|  |                                                                                            |
|  | Phosphorosaurus ponpetelegans                                                              |
|  |                                                                                            |

|  | Phosphorosaurus ortliebi      |
|  |                               |
|  | Phosphorosaurus ponpetelegans |
|  |                               |

## Levenswijze
Analyse van de biologie van Phosphorosaurus suggereert dat deze mosasauriër een diepwater- of nachtelijke jager was, die mogelijk jaagde op dieren zoals inktvissen en lichtgevende vissen, vergelijkbaar met de huidige lantaarnvissen die in dezelfde gebieden voorkomen. De grote ogen van Phosphorosaurus hadden overlappende gezichtsvelden, waardoor het diepte kon waarnemen. Dit zou het dier een voordeel hebben gegeven bij het achtervolgen van soortgelijke dieren in slecht verlichte omgevingen. Onderzoek wijst ook uit dat het dier waarschijnlijk een hinderlaagroofdier was dat prooien opwachtte, aangezien het niet zo'n efficiënte zwemmer was als grotere mosasauriërs, net als andere halisaurinen.